# Rajd San Marino 2003
Rajd San Marino 2003 (31. Rally di San Marino 2003) – 31. edycja rajdu samochodowego Rajd San Marino rozgrywanego w San Marino. Rozgrywany był od 30 do 31 maja 2003 roku. Była to szesnasta runda Rajdowych Mistrzostw Europy w roku 2003 oraz piąta runda Rajdowych Mistrzostw Włoch w roku 2003.

## Klasyfikacja rajdu
| Miejsce                                 | Kierowca                     | Pilot                        | Samochód                     | Czas                         | Strata                       |                              |
| Klasyfikacja generalna i ERC            | Klasyfikacja generalna i ERC | Klasyfikacja generalna i ERC | Klasyfikacja generalna i ERC | Klasyfikacja generalna i ERC | Klasyfikacja generalna i ERC | Klasyfikacja generalna i ERC |
| --------------------------------------- | ---------------------------- | ---------------------------- | ---------------------------- | ---------------------------- | ---------------------------- | ---------------------------- |
| 1.                                      | Andrea Navarra               | Simona Fedeli                | Subaru Impreza S7 WRC '01    | 3:00:35.9                    | 0.0                          |                              |
| 2.                                      | Giuseppe Grossi              | Alessandro Pavesi            | Ford Focus WRC '01           | 3:02:18.0                    | +1:42.1                      |                              |
| 3.                                      | Piero Longhi                 | Maurizio Imerito             | Subaru Impreza STi N8        | 3:03:46.9                    | +3:11.0                      |                              |
| 4.                                      | Alessandro Fiorio            | Vittorio Brambilla           | Subaru Impreza WRX STi       | 3:05:20.1                    | +4:44.2                      |                              |
| 5.                                      | Paolo Andreucci              | Anna Andreussi               | Fiat Punto S1600             | 3:09:03.2                    | +8:27.3                      |                              |
| 6.                                      | Sergio Pianezzola            | Dino Zanatta                 | Mitsubishi Lancer Evo VII    | 3:09:12.6                    | +8:36.7                      |                              |
| 7.                                      | Andrea Aghini                | Massimiliano Cerrai          | Peugeot 206 S1600            | 3:09:21.6                    | +8:45.7                      |                              |
| 8.                                      | Alessandro Bruschetta        | Edoardo Civiero              | Mitsubishi Lancer Evo VII    | 3:09:41.9                    | +9:06.0                      |                              |
| 9.                                      | Gianluca Vita                | Alessandro Mari              | Mitsubishi Lancer Evo VII    | 3:09:58.2                    | +9:22.3                      |                              |
| 10.                                     | Renato Travaglia             | Flavio Zanella               | Peugeot 206 S1600            | 3:09:58.5                    | +9:22.6                      |                              |
| Klasyfikacja Rajdowych Mistrzostw Włoch |                              |                              |                              |                              |                              |                              |
| 1.                                      | Piero Longhi                 | Maurizio Imerito             | Subaru Impreza STi N8        | 3:03:46.9                    | 0,0                          |                              |
| 2.                                      | Alessandro Fiorio            | Vittorio Brambilla           | Subaru Impreza WRX STi       | 3:05:20.1                    | +1:33.2                      |                              |
| 3.                                      | Paolo Andreucci              | Anna Andreussi               | Fiat Punto S1600             | 3:09:03.2                    | +5:16.3                      |                              |
| 4.                                      | Andrea Aghini                | Massimiliano Cerrai          | Peugeot 206 S1600            | 3:09:21.6                    | +5:34.7                      |                              |
| 5.                                      | Alessandro Bruschetta        | Edoardo Civiero              | Mitsubishi Lancer Evo VII    | 3:09:41.9                    | +5:55.0                      |                              |
| 6.                                      | Renato Travaglia             | Flavio Zanella               | Peugeot 206 S1600            | 3:09:58.5                    | +6:11.6                      |                              |